# 沙冲路站
沙冲路站是贵阳轨道交通1号线的地铁车站，位于中华人民共和国贵州省贵阳市南明区玉厂路与沙沖路交叉口东侧地下，2018年12月1日投入运营。
2009年，贵阳轨道交通1号线开始筹建。2010年9月3日《贵州市城市快速轨道交通建设规划》经国务院批准下达批复，并开始起步建设。项目成为2013年度西部开发新开工重点工程，总投资为193.7亿元人民币。沙冲路站为中间站。